# Teucholabis (Teucholabis) diversipes
Teucholabis (Teucholabis) diversipes is een tweevleugelige uit de familie steltmuggen (Limoniidae). De soort komt voor in het Oriëntaals gebied.